# Dorfkirche Volkstedt (Rudolstadt)

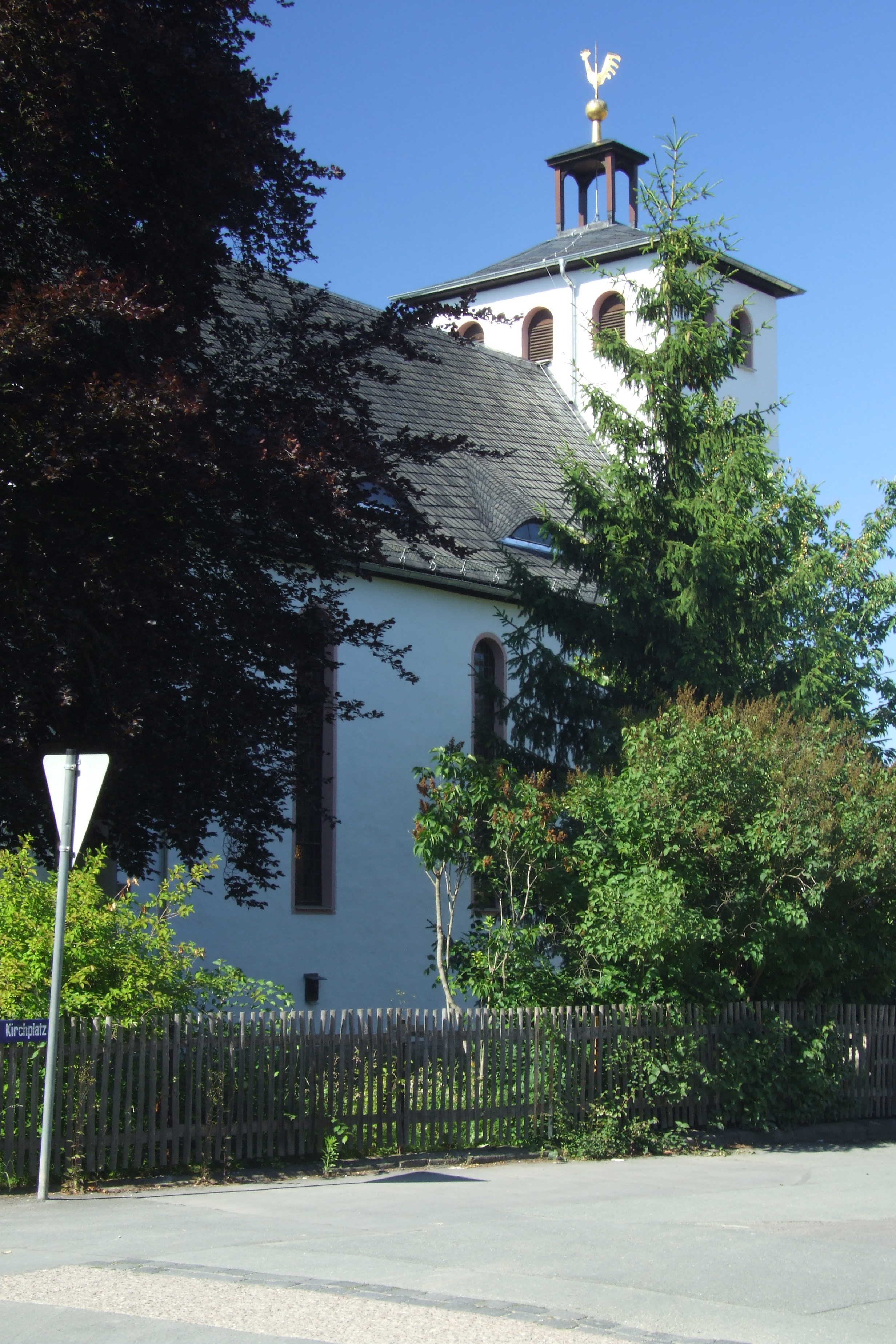
Die Kirche Volkstedt: zerstört 1945, wiederaufgebaut 1949/50

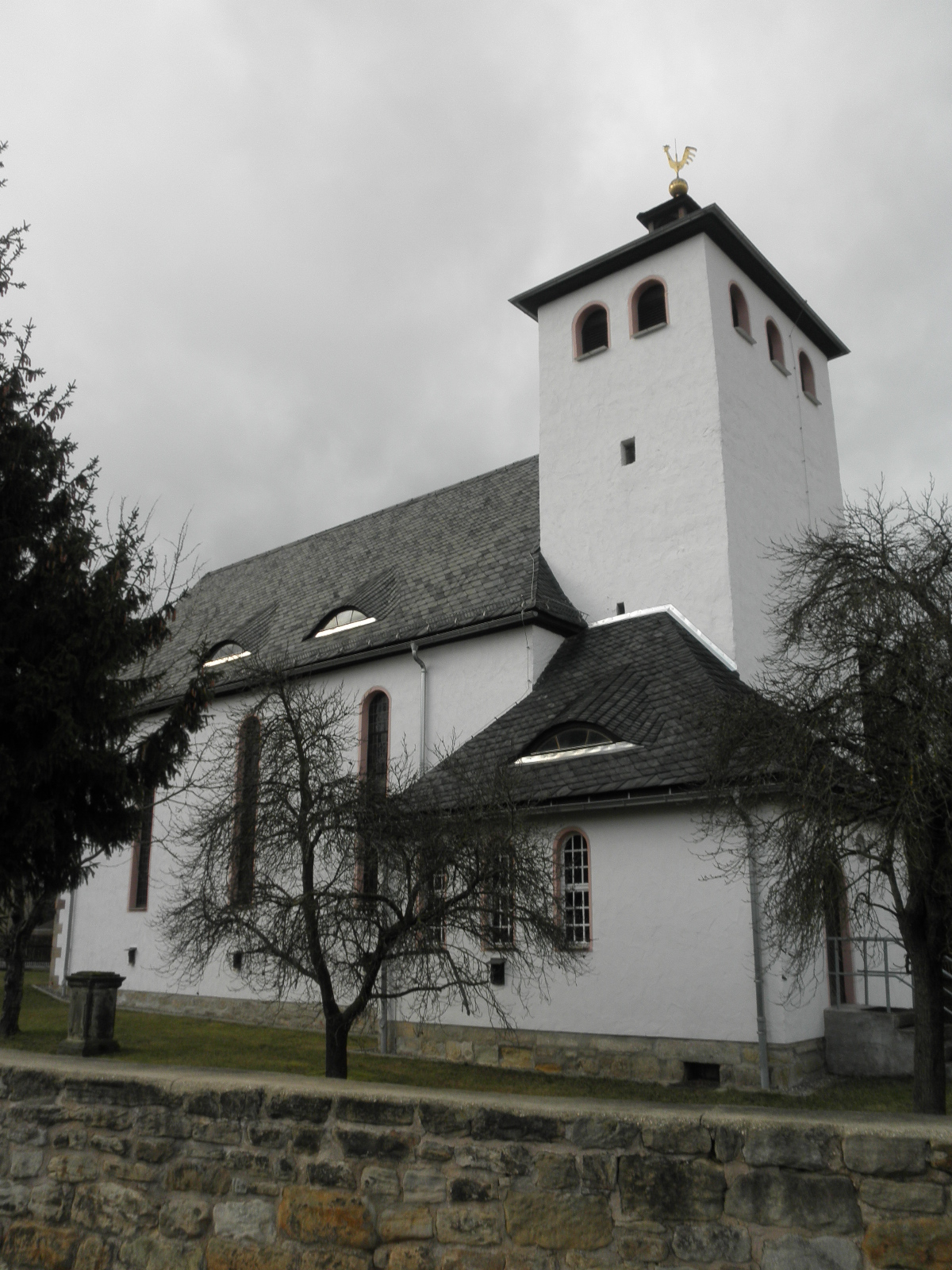
Kirche Volkstedt (2016)

Die evangelische Dorfkirche Volkstedt steht im Stadtteil Volkstedt der Stadt Rudolstadt im Landkreis Saalfeld-Rudolstadt in Thüringen.

## Geschichte
Die im 12. Jahrhundert erbaute Kirche wurde Ende des Zweiten Weltkriegs am 10. April 1945 (drei Tage vor der Besetzung) von amerikanischen Bomberverbänden bei einem Luftangriff auf Volkstedt völlig zerbombt und brannte bis auf die Grundmauern aus. Das Kirchenschiff wurde 1949/50 – zunächst ohne Turm – in vereinfachter Form wieder aufgebaut. Der Turm folgte später, mit schlichtem Dach (früher barocke Haube). Nach der Wende wurde die Kirche grundhaft saniert.
In die Westfassade der Kirche eingelassen ist eine Steintafel mit folgendem Text: „Erbaut im 12. Jahrhundert. Umgebaut 1739. Erneuert 1938. Abgebrannt 10.4.1945. Neuerbaut 1949/50“. Die Tafel ist so hoch angebracht, dass man sie nur findet, wenn man danach sucht.
Erhalten geblieben ist der gotische Staffelaltar aus dem 15. Jahrhundert, der aus der Saalfelder Schule stammt. Er wird dem berühmten Zeigerheimer Meister zugeordnet. Der Altar wurde auf Veranlassung des damaligen Pfarrers 1943 ausgelagert und dadurch gerettet. Man hatte begründete Angst vor einer Bombardierung der Saaletalsperrenmauer mit Überflutung des Saaletals, ähnlich der Katastrophe durch die Zerstörung der Edertalsperre im Mai 1943. Der mittlere Teil des Altars wurde bei einem Brand am 19. Dezember 2022 zerstört.
Im Sommer 1788 lebte Friedrich Schiller im Haus des Kantors Unbehauen in Volkstedt. Über der Eingangstür des Evangelischen Pfarramts gegenüber der Kirche ist eine Tafel mit folgender Inschrift eingelassen: „Hier stand das Haus, in dem Friedrich Schiller im Jahre 1788 wohnte“.